# Hippasa agelenoides
Hippasa agelenoides är en spindelart som först beskrevs av Simon 1884.  Hippasa agelenoides ingår i släktet Hippasa och familjen vargspindlar. Inga underarter finns listade i Catalogue of Life.